# Berliner Appell (1982)
Der Berliner Appell Frieden Schaffen ohne Waffen, in Ost-Berlin verfasst von Robert Havemann und Pfarrer Rainer Eppelmann, war ein am 25. Januar 1982 veröffentlichter Text, dessen Inhalt sich mit der Problematik des Frieden-Schaffens im Zuge des Kalten Krieges beschäftigt. Etwa 80 Personen, überwiegend aus der Berliner Friedensbewegung, gehören zu den Erstunterzeichnern.

## Quelle
- Berliner Appell – Frieden schaffen ohne Waffen 25. Januar 1982; abgedruckt in Wolfgang Büscher u. a. (Hrsg.): Friedensbewegung in der DDR. Texte 1978–1982.  Scandica, Hattingen, 1982. (Edition Transit. 2.) S. 242–244.